# Falejówka

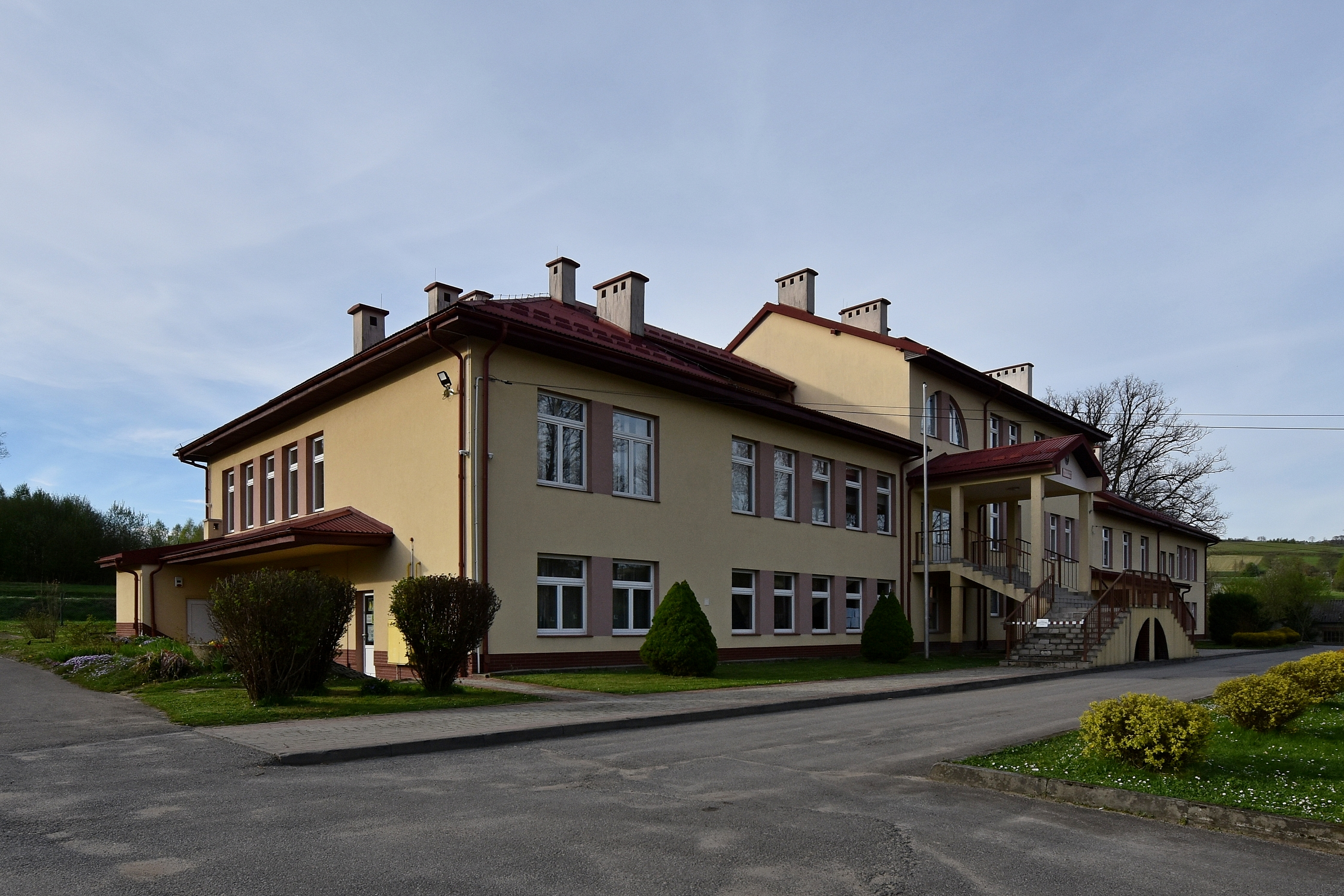
Szkoła podstawowa

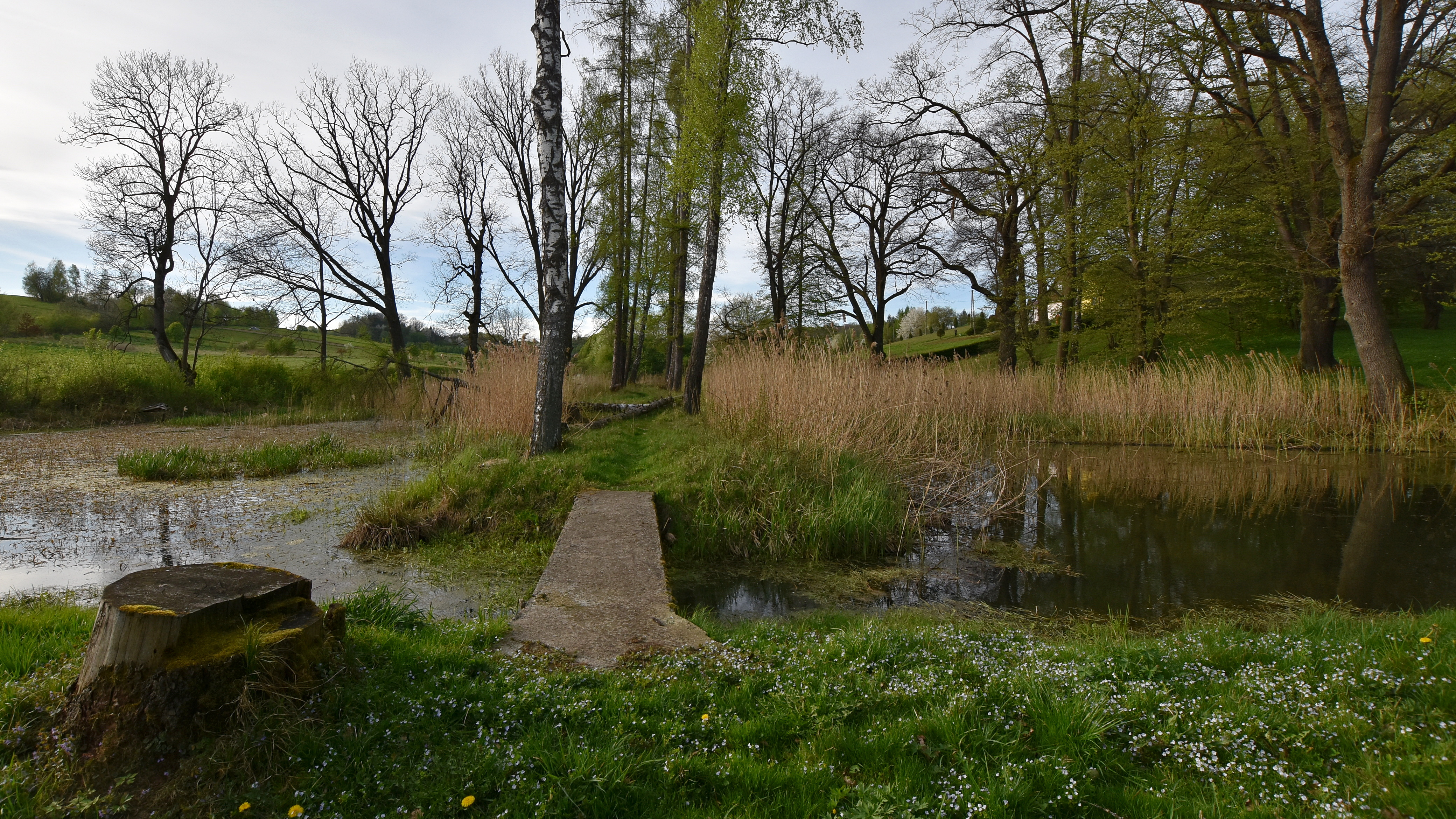
Park podworski

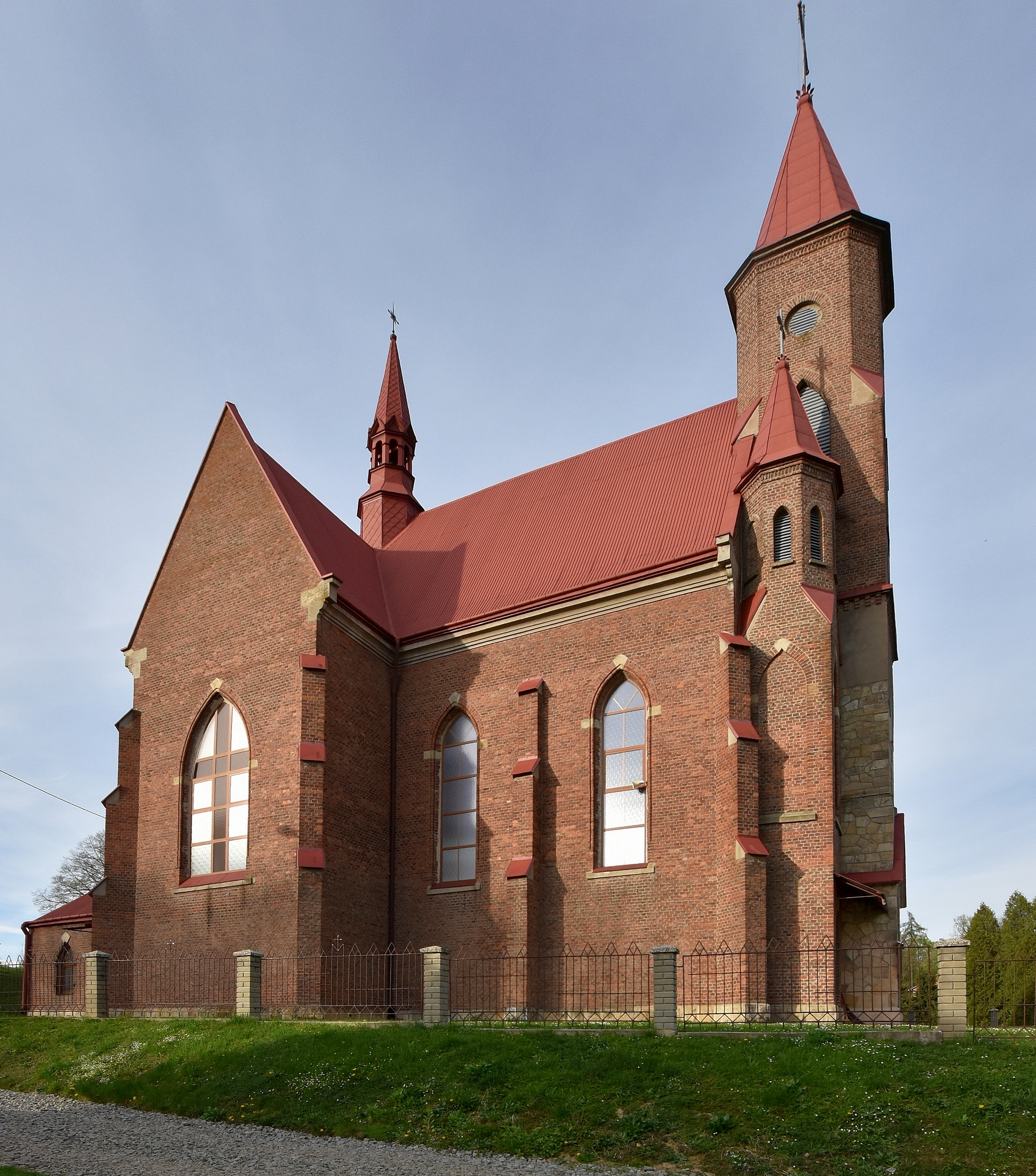
Kościół parafialny

Falejówka (dawniej Chwalejówka, w 1447 Faleowka, 1464 Faleyowka, 1489 Phaleyowka, 1499 Falyowka, 1589 Falieiwka, 1646 Faleiowka, 1872 Falejówka) – wieś w Polsce położona w województwie podkarpackim, w powiecie sanockim, w gminie Sanok.
W latach 1954–1959 wieś była siedzibą gromady Falejówka. W latach 1975–1998 miejscowość administracyjnie należała do województwa krośnieńskiego.

## Geografia
Wieś leży nad potokiem Pijawka (dopływem potoku Różowego). Jest otoczona górami.
Od nazw dawnych folwarków powstały nazwy miejsc: Guzowskie, Dedeńszczyzna, Ziemrowszczyzna. Przed 1939 niektóre partie wsi nosiły nazwy: Żydownia, Wielkie Łąki, Leśne Młaki, Jasiówka, Widacz, Majoróowka, Guzowskie, Ziemrowszczyzna.

## Części wsi
| SIMC    | Nazwa    | Rodzaj    |
| ------- | -------- | --------- |
| 0359209 | Kolonia  | część wsi |
| 0359215 | Przykopy | część wsi |

## Historia
Zarówno według przekazywanej legendy, jak i zgodnie z aktami grodzkimi ziemi sanockiej, nazwa wsi pochodzi od rycerza Fala, który założył tę osadę w XV wieku.
W latach 1430–1447 wieś była własnością Małgorzaty Dydyńskiej, wdowy po Mikołaju. Po niej dobra dydeńskie odziedziczyli synowie Paweł i Mikołaj, którzy to posiadali pieczęć z herbem Gozdawa. Oprócz Falejówki, byli oni jeszcze w posiadaniu takich wsi jak: Krzemienna, Temeszów i Dydnia. W 1489 roku trzej synowie Elżbiety, tj. Jan, Zygmunt i Stanisław Dydyńscy podzielili majątek pomiędzy siebie w taki sposób, że Janowi przypadły wsie: Falejówka, Jabłonka i połowa wsi Wydrna, zaś Zygmunt i Stanisław stali się właścicielami Dydni, połowy wsi Wydrna, Temeszowa, Krzemiennej oraz Jabłonicy Ruskiej.
W kolejnych latach Falejówka zmieniała właścicieli. W 1655 roku był nim Jana, a następnie Samuel Zagórski, potem rodzina Wolińskich, Janowskich. W połowie XIX wieku właścicielem posiadłości tabularnej w Falejówce był Lib. Jankowski. W drugiej połowie XIX wieku właścicielem ziemskim Falejówki był Zygmunt Janowski. Następnie jako właściciele figurowali jego spadkobiercy (ok. 1903), Stefan Janowski (ok. 1905), M. Bleiberg, M. Henschober i spółka (w 1911 posiadali 538 ha), Później Olga Janowska i wspólnicy (ok. 1914–1918). Ostatnim właścicielem był prof. Ludwik Ehrlich
W II Rzeczypospolitej wieś w powiecie sanockim województwa lwowskiego. W Falejówce działał Związek Strzelecki (w 1939 liczące 42 członków), straż pożarna (w 1939 licząca 20 członków), kółko rolnicze (w 1939 liczące 46 członków), Kasa Stefczyka (w 1939 licząca 120 udziałowców), kółko dramatyczne, ruchoma biblioteka od TSL z Sanoka. Pod wzgórzem Wroczeń istniało źródło siarczane, należące do Stanisława Słoneckiego z pobliskich Jurowiec, z którego woda była używana przy dolegliwościach reumatycznych. Według stanu z lutego 1939 wieś zamieszkiwało 791 mieszkańców, w tym 746 Polaków, 39 Rusinów i 6 Żydów.
W styczniu 1944 z inspiracji nacjonalistów ukraińskich Gestapo pod zarzutem współpracę z AK aresztowało 8 tutejszych Polaków. W marcu i kwietniu tegoż roku zostali oni rozstrzelani w publicznych egzekucjach w Falejówce i Sanoku.
W latach 1867–1934 Falejówka funkcjonowała jako samodzielna gmina. W okresie 1934–1954 przynależała do gminy zbiorowej Sanok. W latach 1955–1959 działało tam Prezydium Gromadzkiej Rady Narodowej, a następnie w latach 1960-1972 wchodziła do innej jednostki terytorialnej - Prezydium Gromadzkiej Rady Narodowej w Jurowcach.  Od 1973 r. jest częścią gminy Sanok.
W Falejówce znajduje się rzymskokatolicki kościół Podwyższenia Krzyża Świętego parafii pod tym samym wezwaniem należącej do dekanatu Grabownica. Neogotycki kościół parafialny został wybudowany na planie krzyża w latach 1908–1914 przez inż. architekta Wilhelma Szomka. Przy głównej drodze przed 1939 powstało kilka kapliczek, wzniesionych przez majętniejszych gospodarzy.
We wsi znajdują się także: Szkoła Podstawowa, Dom Kultury, biblioteka, Ochotnicza Straż Pożarna (mająca na swoim koncie liczne wysokie miejsca w zawodach strażackich gminnych i okręgowych) oraz jeden sklep spożywczy. W parku, przez wiele lat istniała duża altana „Grzybek”. Z dawnej zabudowy wsi zachował się murowany dwór szlachecki otoczony parkiem, w którym zobaczyć można pozostałości po kilku stawach rybnych należących niegdyś do właścicieli dworu. Budynek dworu był remontowany w 1924, przed 1939 rokiem własność Grzegorza Wolińskiego, obecnie popada w ruinę.  
Falejówka była miejscem letniego wypoczynku przed wojną (w dworze) sławy profesorskiej Lwowa państwa Eherlich i ich dwojga dzieci. Córka – zakonna siostra Emilia (zmarła w 2006 roku) była sekretarzem pomocniczym Synodu Biskupów w Watykanie oraz główną sekretarką Jana Pawła II.
Najwyższy szczyt w okolicy: Kopacz 536 m n.p.m. Malowniczą panoramę Falejówki można podziwiać z góry Jaworzyna (nieco ponad 500 m n.p.m.). W planie wsi można wyodrębnić kilka części jak: Przykopy, Kolonia, Porzecze. Od 2002 roku działa „Koło gospodyń wiejskich” liczące 15 gospodyń. Do regionalnych potraw należą gołąbki z kapusty, pierogi grzybami, ruskie, z kapustą, łazanki z kapustą, krokiety i inne. Podczas uroczystości Triduum, straż przy Bożym grobie stoi na warcie od nabożeństwa wielkopiątkowego do liturgii Wielkiej Soboty.
W środkowej części wsi znajduje się grób i pomnik upamiętniający 10 ofiar egzekucji publicznej, dokonanej w tym miejscu przez Niemców 20 marca 1944 roku (wśród rozstrzelanych byli mieszkańcy wsi Falejówka i Pakoszówka).
Egzekucja odbyła się na oczach mieszkańców kilku sąsiednich wsi. Co roku odbywają się uroczystości upamiętniające rocznicę tamtych wydarzeń.
16 maja 2010 roku w Falejówce w okolicach szkoły i dworu w ramach akcji „Katyń …ocalić od zapomnienia” odbyła się uroczystość zasadzenia dębów pamięci honorujących 10 ofiar zbrodnia katyńskiej pochodzących z Kresów Wschodnich; mszę św. koncelebrował ks. Józef Joniec.
17 czerwca 2018 roku w Falejówce w ramach 100 lat odzyskania niepodległości odbyła się uroczystość odsłonięcia pamiątkowej tablicy upamiętniającej poległych mieszkańców z Falejówki i Raczkowej, którzy oddali swoje życie dla ojczyzny w pierwszej i drugiej wojnie światowej oraz wojnie polsko-bolszewickiej. Uroczystość odbyła się w kościele parafialnym.
Na terenie zespołu dworsko parkowego istnieje pomnik przyrody: lipa drobnolistna ,,Wolinka" o obwodzie pnia 408 cm, wieku ok. 300 lat.

## Zabytki
- Zespół dworski: dwór z końca XIX w. gruntownie przebudowany w 1924, z parkiem, nr rej.: A-1255 z 18.08.1993